# Chloroclystis torninubis
Chloroclystis torninubis là một loài bướm đêm trong họ Geometridae.